# Dumplin'
Pour plus de détails, voir Fiche technique et Distribution.
Dumplin' est une comédie dramatique américaine réalisé par Anne Fletcher, sorti en 2018. Il s'agit de l'adaptation du roman Dumplin de Julie Murphy, publié en 2015.

## Synopsis
Willowdean « Will » Dickson est surnommée Dumplin' — « Boulette » — par Rosie, sa mère, une ancienne reine de beauté bien connue dans la petite ville texane qu'elles habitent. Elle passe le plus clair de son enfance avec Lucy, sa tante, qui l'élève et lui présente Ellen Dryver, qui devient sa meilleure amie. Lucy inspire à Will de la confiance en soi et une adoration pour Dolly Parton. Seulement, six mois avant le début de la dernière année de lycée de Will et Ellen, Lucy décède. Will est souvent confrontée à la confusion que les gens ont quand ils apprennent qu'elle est la fille de Rosie, elle qui est en surpoids et comparée à sa mère qui fait très attention à son apparence et son image. À cause de l'emploi du temps de sa mère, Will ne passe pas beaucoup de temps avec cette dernière, et leurs seuls moments ensemble sont quand Will emmène Rosie à des événements. Will refuse d'ailleurs d'encourager les concours de beauté, qui sont un grand événement local annuel, et encore moins d'y participer, les trouve très superficiels et que sa mère donne beaucoup trop d'importance à son rôle de juge. En effet, Rosie, ancienne gagnante, reste une juge invitée du concours de beauté de la ville, Miss Teen Bluebonnet, un évènement que les jeunes filles de la ville préparent plusieurs mois à l'avance. Après le décès de Lucy, Rosie ne parvient pas à trouver des points d'accord avec sa fille, qui est éloignée et embarrassée par le monde dans lequel elle vit.
Le premier jour d'école, Will est suspendue après avoir défendu une autre fille en surpoids, Millie Michalchuck, d'un garçon qui la harcelait. Plus tard dans la journée, Will accuse sa mère est irritée par son apparence et s'énerve lorsque sa mère lui dit que Lucy serait toujours vivante si elle avait mieux pris soin d'elle. Will trouve alors la fiche d'inscription pour le concours de beauté que Lucy avait rempli quand elle avait seize ans et décide de faire de même afin de mener une « révolution en talons ». Quand Will s'inscrit, Millie, enthousiaste, s'inscrit aussi quand Will se prend de pitié pour elle. Hannah Perez, une féministe rebelle, s'inscrit également. Rosie voit cet acte comme une moquerie envers le système de concours de beauté et prévient Will que ces concours sont plus durs qu'il n'y paraît. Alors qu'elles se préparent pour le concours, Will refuse d'y participer et est énervée et jalouse que Millie et Ellen le fassent. Après avoir ordonné à Ellen d'abandonner, les deux amies se disputent, Ellen étant irritée que Will ait si peu de confiance en elle.
Bo, qui travaille avec Will au diner de la ville, invite Will à aller voir une pluie de météorites. Lors de leur rendez-vous, ils s'embrassent, mais quand Bo touche sans mauvaises intentions le dos de Will, celle-ci panique et part abruptement. Rosie commence à aider Bekah Colter, la favorite du concours de beauté et dont la mère apporte moins de soutien, et elle annonce qu'elle va demander à Bo de l'accompagner au bal du lycée. Après avoir trouvé un prospectus dans les cartons de Lucy, Will, Millie et Hannah vont dans un bar de drag queens avec pour thème Dolly Parton dans lequel Lucy allait souvent. Elle rencontre Lee Wayne, une des drag queens qui était une amie proche de Lucy, et ressort émerveillée de sa soirée. Cependant, pendant les préparations du concours de talent, Will décide de présenter un tour de magie qui ne parvient pas à convaincre les juges, et elle est sauvée seulement par son désir de s'améliorer et parce que sa mère fait partie des jurés. Bo avoue ses sentiments à Will, mais elle n'hésite pas à questionner son honnêteté, se demandant pourquoi un garçon aussi séduisant que lui l'apprécierait, et lui dit qu'ils ne vont pas ensemble dans le monde dans lequel ils vivent. Bo est confus et se demande pourquoi elle ne le croit pas, avant de lui dire qu'il a refusé l'invitation de Bekah. Il l'accuse d'être une lâche et trop concentrée sur ce que les autres pensent. Will commence à ne plus aller avec ses amies voir Lee pour se préparer pour le concours, mais quand elle retrouve une broche qui appartenait à Lucy, elle est inspirée et commence à prendre le concours plus sérieusement.
Aux épreuves préliminaires, Rosie est touchée et impressionnée par le discours de Will sur la loyauté, et Will et Ellen se réconcilient. Plus tard, chez elles, Rosie et Will se réconcilient en parlant de Lucy, et Rosie révèle que c'est Lucy qui a fait germer en elle le sentiment de perfectionnisme. Lors du concours de beauté, la mère de Millie fait face à sa fille, qui lui avait menti, lui faisant croire qu'elle s'était inscrit à un groupe de tricot, mais les amis de Millie l'aident à convaincre la mère de cette dernière de la laisser participer. Will fait alors des tours de magie tout en faisant un hommage à Dolly Parton, ce qui est un franc succès. Millie chante une chanson chrétienne, ce qui charme également le public. Bien que Rosie soit submergée de fierté, elle est obligée de disqualifier Will car elle a fait des modifications dans sa performance sans prévenir le juré, et ne doit pas être vue comme faisant des exceptions juste pour sa fille. Will ne peut donc pas participer au reste du concours. Cependant, quand le petit ami d'Ellen ne peut pas l'accompagner pour le dernier défilé, Will le fait, car aucune règle n'interdit une candidate disqualifiée d'escorter une candidate encore en lice. Bekah gagne le concours, sans grande surprise, mais Millie est déclarée première dauphine, ce qui remplit le cœur de tout le monde de surprise et de joie. Will part et se réconcilie avec Bo, et ils s'embrassent. Le film se termine sur Will et ses amies emmenant Rosie et la mère de Millie au bar où tante Lucy apportait tant de joie à tout le monde.

## Fiche technique
- Titres original et français : Dumplin'
- Réalisation : Anne Fletcher
- Scénario : Kristin Hahn (en) d'après le roman de Julie Murphy
- Direction artistique : John Snow
- Décors : Jess Royal
- Costumes : Bina Daigeler
- Photographie : Elliot Davis
- Montage : Emma E. Hickox
- Musique : Dolly Parton
- Chorégraphie : Zachary Woodlee
- Production : Michael Costigan, Mohamed AlRafi, Kristin Hahn, Jennifer Aniston et Trish Hofmann
- Sociétés de production : Echo Films et COTA Films
- Société de distribution : Netflix
- Pays d’origine :  États-Unis
- Langue originale : anglais
- Format : couleur
- Genre : comédie dramatique
- Durée : 110 minutes
- Dates de sortie :
  - 7 décembre 2018 sur Netflix

## Distribution
- Danielle Macdonald (VF : Vanessa Van-Geneugden) : Willowdean "Dumplin" Dickson
- Jennifer Aniston (VF : Dorothée Jemma) : Rosie Dickson
- Odeya Rush (VF : Céline Melloul) : Ellen 'El' Dryver
- Maddie Baillio (VF : Claire Baradat) : Millie Michalchuk
- Bex Taylor-Klaus (VF : Karine Foviau) : Hannah Perez
- Luke Benward (VF : Jim Redler) : Bo
- Georgie Flores (VF : Audrey Le Bihan) : Callie
- Dove Cameron (VF : Christine Braconnier) : Bekah Cotter
- Harold Perrineau (VF : Jean-Baptiste Anoumon) : Lee Wayne / Rhea Ranged
- Kathy Najimy (VF : Valérie Siclay) : La mère de Millie
- Ginger Minj (VF : Jérémie Bedrune) : Candee Disch
- Hilliary Begley (VF : Claire Beaudoin) : Lucy Dickson
- Sam Pancake (VF : François Santucci) : Dale
- Dan Finnerty (VF : Cyrille Artaux) : Eugene Reed
- Molly McNearney (VF : Claire Beaudoin) : Delia Shepherd
- Tian Richards (VF : Jhos Lican) : Marcus
Doublage
  - Société de doublage : Dubbing Brothers
  - Direction artistique : Céline Krief
  - Adaptation des dialogues : Mandy Spalma

## Production

### Développement
Le 15 mars 2017, Jennifer Aniston est annoncée au casting de Dumplin, dans le rôle de Rosie Dickson, la mère de Dumplin. Le 13 juin 2017, Danielle Macdonald rejoint Aniston, et tiendra le premier rôle. Le 15 août 2017, Odeya Rush rejoint à son tour le casting du film et campera le rôle d'Ellen 'El' Dryver, la meilleure amie de Willowdean. Le 21 août 2017, Dove Cameron, Luke Benward, Bex Taylor-Klaus, Maddie Baillio, Georgie Flores, et Ginger Minj sont annoncés au casting du film.

### Tournage
Le tournage du film s'est déroulé du 21 Août jusqu'en octobre 2017 à Atlanta.

### Musique
Dolly Parton a composé plusieurs musiques originales pour le film.

## Autour du film
- Dumplin' est l'adaptation du roman Dumplin' publié en 2015 par Julie Murphy.
- Il s'agit du 6e film, produit par la société de production de Jennifer Aniston et Kristin Hahn, Echo Films.

## Nominations
Sauf indication contraire, les informations mentionnées dans cette section peuvent être confirmées par la base de données cinématographiques IMDb,  présente dans la section « Liens externes ».
- 76e cérémonie des Golden Globes : meilleure chanson originale pour Girl in the Movies.
- 24e cérémonie des Critics' Choice Movie Awards : meilleure chanson originale pour Girl in the Movies.
- 8e cérémonie des Georgia Film Critics Association Awards : meilleure chanson originale pour Girl in the Movies.
- 9e cérémonie des Guild of Music Supervisors Awards (en) :
  - Meilleure direction musicale pour un film dont le budget est inférieur à 25 millions de dollars.
  - Meilleure chanson ou enregistrement pour un film pour Girl in the Movies.
- 10e cérémonie des Hollywood Music in Media Awards (en) : meilleure chanson originale dans un long-métrage pour Girl in the Movies